# Baldomero Palomares
Baldomero Palomares Díaz (Granada, 13 de noviembre de 1933-Madrid, 2 de junio de 1999) fue un abogado y político español.

## Biografía
Nacido el 13 de noviembre de 1933 en Granada, se crio en el Frente de Juventudes, no tardando en marchar a Madrid a hacer carrera política. Perteneció al Comité Olímpico Español y al Colegio de Abogados de Madrid.
Desempeñó el cargo de delegado nacional de Juventudes entre julio de 1968 y enero de 1970, nombrando como subdelegado nacional a Faustino Ramos Díez.
Consejero nacional del Movimiento, fue procurador de las Cortes franquistas desde 1967 hasta su disolución en 1977.
Falleció en Madrid el 2 de junio de 1999.

## Reconocimientos
- Gran Cruz de la Orden de Cisneros (1969)[8]
- Gran Cruz de la Orden Civil de Alfonso X el Sabio (1969)[9]
- Gran Cruz de la Orden Imperial del Yugo y las Flechas (1974)[10]